# Stereofonia
Stereofonia (pot. stereo z gr. στερεός "twardy, stały, sztywny, przestrzenny" i φωνή "dźwięk, ton, głos") – elektroakustyczna metoda odbierania, zapisywania, transmitowania i odtwarzania dźwięku, tak aby u słuchającego wywołać wrażenie przestrzennego rozmieszczenia jego źródeł. Zapis dźwięku odbywa się za pomocą co najmniej dwóch niezależnych mikrofonów, osobno dla kanału lewego i prawego, transmisja zaś poprzez dwa oddzielne kanały do dwóch osobnych głośników.
Rozwinięciem stereofonii jest stereofonia wielokanałowa.

## Stereofoniczne techniki mikrofonowe

Ustawienie mikrofonów przy technice XY

Rozróżnia się dwa podstawowe ustawienia mikrofonów stereofonicznych: XY i AB. Przy ich użyciu kierunek, a nawet miejsce, rzeczywistego źródła dźwięku może być dowolny. Wyróżnia się również stereofonię słuchawkową, jednakże wymaga ona specjalnych nagrań przy użyciu dwóch mikrofonów zamontowanych w miejsce bębenków usznych na sztucznej głowie manekina (jest to tzw. nagrywanie binauralne). Takie nagrania są rzadkością, a tylko wtedy przy użyciu słuchawek meloman odczuwa właściwą lokalizację pozornych źródeł dźwięku.
Rozróżnia się następujące rodzaje stereofonicznych technik mikrofonowych:
- AB – czasowa (fazowa),
- MS / XY – natężeniowa (mikrofony koincydencyjne),
- mieszana – MS / XY i AB albo mikrofony „podpórkowe”
- wielomikrofonowa,
- nagrywanie binauralne.

## Stereofonia w radio

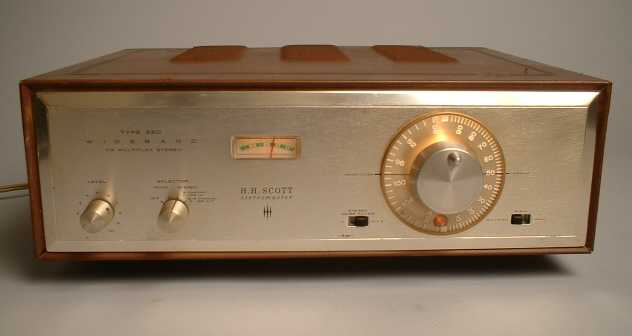
Stereofoniczny tuner FM H.H. Scott 350 z roku 1961.

Obecnie większość transmisji radiowych w paśmie UKF (FM) realizowana jest jako transmisja stereofoniczna. W celu zachowania zgodności z poprzednio nadawanym sygnałem monofonicznym w radiofonii UKF, sygnał nadawany jest w technice Mid/Side, czyli jako sygnał sumy, odtwarzany przez odbiorniki monofoniczne, oraz sygnał różnicy pozwalający na wydzielenie obu kanałów dla odbiorników stereofonicznych

## Stereofonia w telewizji
Od chwili powstania telewizji przez długi czas nie przywiązywano większego znaczenia do jakości odtwarzania dźwięku towarzyszącego obrazowi. Dotyczyło to szczególnie ubogich możliwości w zakresie przetwarzania niskich częstotliwości i zakłóceń wnoszonych do toru fonii przez sygnały wizyjne. W miarę rozpowszechniania się techniki hi-fi, zaczęto udoskonalać i rozbudowywać tor foniczny telewizora, stosując zespoły głośników o znacznie lepszych parametrach elektroakustycznych i większej mocy.
Podstawowym kanałem transmisji fonii towarzyszącej obrazowi był kanał monofoniczny o pasmie przenoszenia ograniczonym od dołu przydźwiękiem 50 Hz, pochodzącym zarówno z zasilacza, jak i układu odchylania pionowego, a od góry częstotliwością wybierania linii ok. 15 kHz. Nośna fonii, zmodulowana w częstotliwości, zajmowała miejsce w górnej części kanału telewizyjnego, zaraz powyżej górnej wstęgi sygnału wizyjnego i jest oddalona od nośnej wizji o:
- 4,5 MHz w standardzie amerykańskim M (525/60/NTSC),
- 5,5 MHz w standardzie zachodnioeuropejskim B i G (625/50/PAL),
- 6,0 MHz w standardzie brytyjskim I (625/50/PAL),
- 6,5 MHz w standardzie wschodnioeuropejskim D i K (625/50/SECAM i PAL) oraz D1(625/50/PAL),
- 6,5 MHz (AM) w standardzie francuskim L (625/50/SECAM) i −6,5 MHz w standardzie L’.

Rozpowszechnienie stereofonicznych płyt gramofonowych LP i radiofonii stereofonicznej UKF FM dodatkowo uwypukliło niską jakość dźwięku wydobywającego się z głośniczka typowego telewizora. Jednak długo jeszcze utrzymywała się wśród specjalistów opinia, że stereofonia zapewniająca szeroką bazę odsłuchową nie pasuje do niewielkiego obrazu, a nawet może utrudniać odbiór. Pozytywne efekty otrzymywano jedynie przy projekcji obrazu na dużym ekranie. Dlatego pierwsze próby wprowadzenia drugiego kanału fonicznego były prowadzone w krajach wielojęzycznych (Szwajcaria, Belgia), aby zapewnić widzom możliwość wyboru innej ścieżki językowej.
W latach 70. XX w. Telewizja Polska wspólnie z Programem II Polskiego Radia prowadziły transmisje stereofoniczne z koncertów symfonicznych pod nazwą „Stereo i w Kolorze”. Do odbioru takiego sygnału należało mieć telewizor i stereofoniczny radioodbiornik UKF FM. Podobne transmisje miały miejsce w Wielkiej Brytanii.
Założono, że system dźwięku dwukanałowego w telewizji powinien umożliwiać następujące tryby transmisji:
- M – monofoniczny,
- S – stereofoniczny,
- DD – dwa niezależne kanały monofoniczne.

System taki określa się w skrócie jako MSDD. W tej chwili w Europie używa się dwóch systemów MSDD: analogowego A2 i cyfrowego NICAM.

### System A2
System A2 został wprowadzony w Niemczech w latach 80. XX w. Urządzenia nadawcze zostały skonstruowane przez firmę Rohde & Schwarz. Symbol systemu (A2 – audio zwei) nawiązuje do systemu transmisji i został wdrożony przez 2. program TV niemieckiej.
Dodatkowa fonia jest transmitowana na nośnej FM umieszczonej ok. 242 kHz powyżej nośnej dźwięku podstawowego. Częstotliwość i poziom drugiej nośnej został dobrany tak, by zminimalizować widoczność zakłóceń na ekranie. Na drugiej nośnej transmituje się sygnał kanału prawego lub dodatkową fonię monofoniczną. System ten rozpowszechnił się głównie w krajach niemieckojęzycznych Europy stosujących standard B i G.
Istnieje druga wersja tego rozwiązania dostosowana do standardu wschodnioeuropejskiego D i K, z nośną fonii podstawowej 6,5 MHz, zwana czeską. W tym wypadku druga nośna została umieszczona 242 kHz poniżej nośnej fonii podstawowej. W Polsce była stosowana przez niektóre sieci telewizji kablowej przed oficjalnym wyborem standardu przez Telewizję Polską.

### NICAM
System NICAM (ang. Near-Instantaneously Companded Audio Multiplex) opracowano w laboratoriach badawczych BBC w pierwszej połowie lat 80. i wdrożono w Wielkiej Brytanii w 1986 r. Pełne oznaczenie – NICAM 728, pochodzi od przepływności sygnału, wynoszącej 728 kbit/s. System zapewnia transmisję stereofoniczną o jakości nieco niższej od płyty CD (stosunek sygnału do szumu 60 dB, pasmo 15 kHz, częstotliwość próbkowania 32 kHz, kwantyzacja nierównomierna 14/10 bitów). Transmisja odbywa się na dodatkowej nośnej przy użyciu modulacji DQPSK z rozpraszaniem widma. Nośna ta została umieszczona 552 kHz powyżej nośnej fonii podstawowej (6 MHz w standardzie I). W celu ograniczenia widoczności zakłóceń na ekranie moc dodatkowego sygnału została obniżona do 20 dB poniżej nośnej wizji, a widmo zostało ukształtowane filtrem o szerokości ok. 700 kHz.
W standardzie B i G, gdzie nośna fonii jest oddalona o 5,5 MHz od nośnej wizji, wprowadzono NICAM na nośnej oddalonej o ok. 350 kHz powyżej nośnej fonii, czyli 5,85 MHz powyżej nośnej wizji. W celu ograniczenia widoczności zakłóceń na ekranie moc dodatkowego sygnału obniżono do 20 dB poniżej nośnej wizji, a widmo zostało ukształtowane filtrem o szerokości ok. 500 kHz. Ta wersja upowszechniła się najpierw w krajach skandynawskich, a potem w innych krajach, także poza Europą. Również Polska i Francja wprowadziły odmianę skandynawską u siebie, chociaż druga nośna wypada poniżej nośnej fonii podstawowej.
W Polsce TVP rozpoczęła próbne transmisje stereofoniczne NICAM w Łodzi w roku 1994, a regularne w styczniu 1997 r.

## Fakty związane ze stereofonią
- Pierwszą audycję stereofoniczną nadało w 1925 roku radio BBC.
- Pierwszego nagrania stereofonicznego dokonała w 1938 roku Judy Garland. Był to utwór zatytułowany „Zing! Went The Strings of My Heart” (część ścieżki dźwiękowej do filmu „Listen Darling”). W 1932 roku Duke Ellington dokonał przypadkowego nagrania stereofonicznego – firma nagraniowa RCA Victor używała wtedy (dla bezpieczeństwa) dwóch urządzeń nagrywających wraz z dwoma wzmacniaczami i mikrofonami, które były w pewnej odległości od siebie. Ponieważ z obu matryc tłoczono płyty, możliwe stało się dopasowanie obydwu nagrań i uzyskanie efektu stereofonii[4]
- Pierwsza polska płyta stereofoniczna z komentarzem Jerzego Waldorffa STXL001 ukazała się w roku 1962[5] Komentarz Jerzego Waldorffaⓘ
- Proces wprowadzania stereofonii do telewizji zapoczątkowały Japonia i RFN[2].
- W roku 1982 szacowano, że wprowadzenie stereofonii do TV w Polsce pociągnie za sobą wzrost ceny odbiorników od 15 do 25%[2].